# Max Arend
August Maximilian („Max“) Arend (* 2. Juli 1873 in Deutz; † 4. März 1943 in Köln) war ein deutscher Jurist und Musikschriftsteller.

## Leben
Er war der Sohn des Kaufmanns und Premierleutnants Albert Arend und dessen Ehefrau Charlotte geborene Köhnen. Nach der Familienüberlieferung wurde sein Vorfahr, der Syndikus Franz Arend, 1736 in den erblichen Adelsstand erhoben. Max Arend besuchte das Friedrich-Wilhelm-Gymnasium und das Musikkonservatorium in Köln und Wiesbaden. Er war ein Schüler von Franz Wüllner und Arnold Mendelssohn.
Anschließend studierte Max Arend an der Universität Leipzig Rechtswissenschaften und promovierte zum Dr. jur. Danach war er ab 1918 als Rechtsanwalt am Oberlandesgericht Köln tätig und publizierte über Themen der Musikgeschichte, insbesondere über Christoph Willibald Gluck und dessen Umfeld.
1909 gründete er in Leipzig die Gluck-Gesellschaft und 1913 in Dresden die Gluck-Gemeinde.

## Familie
Max Arend war mit Käthe Andrasch verheiratet. Diese war eine Tochter des Historienmalers Hermann Andrasch. Aus der gemeinsamen Ehe gingen drei Söhne hervor.

## Veröffentlichungen (Auswahl)
- Warum und wie sollen wir Gluck feiern? (= Flugschrift zur Ausdruckskultur, 121), München, 1913.
- Zur Kunst Glucks. Gesammelte Aufsätze (Deutsche Musikbücherei, 21), Regensburg, 1914.
- Beethovens Klavier – eine ästhetische Bearbeiterfrage [Äußerung von Kritik an der Erweiterung des Tonumfangs von Beethovens Klavierwerken in modernen Bearbeitungen, beispielsweise seiner Oktavverdoppelung des Fis vor dem Eintritt des H-moll-Themas in den Sonate Op. 10 Nr. 3]. In: Der Merker, 1916, Heft 8, S. 291–294.
- Gluck. Eine Biographie, 1. und 2. Aufl., Berlin, 1921.
- Die Ouvertüren zu Glucks Cythère assiégée. In: Zeitschrift für Musikwissenschaft, 4 (1921/22), S. 94.
- Einführung zu: Der Zauberbaum. Vollständiges Opernbuch. Komische Oper in einem Aufzug nach La Fontaine, Wiesbaden, 1926.